# Alec Jeffreys
Pour les articles homonymes, voir Jeffreys.
Alec John Jeffreys (né le 9 janvier 1950 à Luton, Bedfordshire) est un généticien britannique qui a développé des techniques d'empreinte génétique.

## Biographie
Après ses études au Merton College de l'université d'Oxford, il se déplace à Leicester où il développe une technique d'empreinte génétique exploitant un échantillonnage des variations du code génétique pour identifier un individu. Cette technique est utilisée en médecine légale comme moyen d'investigation judiciaire, pour résoudre des recherches de paternité, identifier des criminels, etc. Elle peut être utilisée sur d'autres espèces que l'Homme.
L'empreinte génétique a été utilisée pour la première fois pour identifier Colin Pitchfork, le violeur et meurtrier de deux jeunes filles de Narborough dans le Leicestershire en 1983 et 1986. Le premier test a permis d'innocenter un suspect, puis le coupable a été trouvé à partir de la prise de l'empreinte génétique de 5 000 hommes de la région.
Jeffreys affine la prise d'empreinte en développant une technique fondée sur des séquences du code génétique hautement variables, les minisatellites. La prise d'une empreinte se fait donc sur quelques-unes de ces séquences, ce qui facilite la reproductibilité des résultats et donne des résultats moins volumineux à stocker et plus facilement manipulables dans des bases de données. Un laboratoire moderne peut effectuer ainsi plusieurs centaines d'empreintes par jour. La technique inventée par Jeffreys est à la base de la UK National DNA Database, la plus vaste base de données sur ce sujet à ce jour contenant 3,4 millions d'enregistrements en décembre 2005[réf. incomplète]. Les lois britanniques permettent qu'une empreinte génétique de toute personne arrêtée soit prise et qu'elle soit conservée même si la personne est reconnue innocente. Jeffreys s'est opposé au système actuel en proposant que la base de données soit gérée par une tierce partie indépendante.
Alec Jeffreys et son équipe étudient maintenant l'effet d'irradiation tel que celles qui ont suivi la fusion du réacteur de Tchernobyl. Leurs autres centres d'intérêt comprennent l'analyse de l'instabilité et des recombinaisons génétiques du génome humain à partir d'un seul gamète, les approches transgéniques et les effets des radiations ionisantes sur les mutations de la lignée germinale.
Alec Jeffreys devient membre de la Royal Society en 1986, puis professeur de cette société savante.
Il est fait chevalier en 1994.

## Origine de la découverte
Alec Jeffreys a indiqué avoir découvert par hasard le concept d'empreinte génétique. Il précise avoir eu son moment « eurêka » (j’ai trouvé) dans son laboratoire à Leicester après avoir regardé l'image radiographique d'une expérience sur l'ADN, le 10 septembre 1984, qui a montré de manière inattendue, à la fois des similitudes et des différences entre l'ADN de différents membres de la famille de sa technicienne de laboratoire (elle-même, son père et sa mère).
Dans la demi-heure suivante, il a réalisé la portée éventuelle des empreintes génétiques, et de leurs variations pour identifier sans ambiguïté les individus. La méthode est devenue importante dans la médecine légale pour aider la police dans son travail d'investigation, mais aussi appliquée à l'analyse génétique des espèces non humaines comme les animaux. Avant que ses méthodes d'analyse ne soient commercialisées en 1987, son laboratoire était le seul centre mondial spécialisé dans les empreintes génétiques, et extrêmement sollicité par des demandes d'analyses, émanant de partout dans le monde.

## Dans la fiction
Il est incarné par l'acteur John Simm dans la minisérie Le Code du tueur (2015).

## Récompenses
Entre autres :
- 1987 : médaille Davy ;
- 1994 : médaille linnéenne ;
- 1996 : prix Albert-Einstein ;
- 2004 : médaille royale ;
- 2004 : prix Louis-Jeantet de médecine ;
- 2005 : prix Albert-Lasker pour la recherche médicale clinique ;
- 2005 : intronisé dans le National Inventors Hall of Fame[8] ;
- 2006 : prix Heineken ;
- 2007 : Grand prix Britannique (en) ;
- 2014 : médaille Copley.